# Hèrnia crural
Les hèrnies crurals o hèrnies femorals es produeixen just per sota del lligament inguinal, quan el contingut abdominal passa per una debilitat natural de la paret abdominal anomenada canal femoral. Les hèrnies crurals són un tipus relativament poc freqüent, només representen el 3% de totes les hèrnies. Tot i que les hèrnies crurals poden ocórrer tant en homes com en dones, gairebé totes es desenvolupen en dones a causa de l'augment de l'amplada de la pelvis femenina.
Les hèrnies crurals són més freqüents en adults que en nens. Els que es produeixen en nens tenen més probabilitats d'estar associades amb una connectivopatia o amb trastorns que augmentin la pressió intraabdominal. El 70% dels casos pediàtrics d'hèrnies crurals es produeixen en nadons menors d'un any.